# Pierre-Martin de La Martinière
Pour les articles homonymes, voir La Martinière.
Pierre-Martin de La Martinière, né le 14 février 1634 à Rouen et probablement mort vers 1676 ou 1690 à Paris, est un explorateur, médecin et auteur français du XVIIe siècle. Il est notamment connu pour avoir publié deux récits de voyage : l'Heureux esclave publié en 1674 à l'issue de ses aventures en Afrique du Nord, ainsi que le Voyage des pays septentrionaux publié en 1671 après son voyage en Europe septentrionale. 

## Biographie

### Jeunesse et esclavage en Afrique du Nord
Dans son récit de captivité intitulé l’Heureux esclave, La Martinière commence son récit en évoquant une partie de son enfance, mentionnant être orphelin de père et que, ne s’entendant pas avec sa mère, il lui dérobe de l’argent pour prendre la direction de Lyon à l’âge de neuf ans. Il se serait ensuite rendu en Savoie puis à Genève, afin de retrouver sa grand-mère. C’est au moment où il serait passé par la ville de Cosne-sur-Loire, qu’il aurait croisé un régiment commandé par un ancien ami de son père, le comte d’Harcourt, qui l’aurait pris en pitié et l’aurait engagé comme barbier. Vers l’âge de dix ans, La Martinière serait alors devenu l’aide du chirurgien et aurait appris le métier sur le tas. D’autres dates clés de son existence sont évoquées l’Heureux esclave mais aussi reprises de façon plus détaillées dans la biographie de Françoise Loux intitulée Pierre-Martin de La Martinière: un médecin au XVIIe siècle. Lors de la guerre de Trente Ans, La Martinière aurait participé à la campagne contre les espagnols et se serait attiré la reconnaissance d’un capitaine de l’armée adverse en le soignant. Il est alors fait prisonnier à la bataille de Lerida à l’âge de douze ans mais est reconnu par le capitaine qu’il a soigné et qui le fait libérer. Il embarque alors avec des Français sur un vaisseau portugais en partance pour les Indes orientales, en tant que chirurgien. Le deuxième jour de ce voyage maritime, le navire est accosté par des corsaires et l’équipage est fait prisonnier. Le chirurgien des assaillants ayant été tué dans le combat, La Martinière le remplace, ce qui lui vaut un statut privilégié bien qu’il soit toujours considéré comme un esclave. Il sera libéré quatre ans plus tard, par les chevaliers de Malte. Et c’est justement cette aventure en Afrique du Nord qui l’incitera à publier en 1674 son récit de captivité, l’Heureux esclave. Il rentre à Paris à dix-huit ans, en 1652.

### Voyage en Europe du Nord
Fin février 1653, à l’âge de dix-neuf ans, il séjourne à Copenhague et se fait engager comme chirurgien dans une expédition vers le Grand Nord, qui donnera lieu cette fois à un récit de voyage intitulé Voyage des pays septentrionaux pour la première édition, publiée en 1671. Il semblerait que cet ouvrait ait été le premier à transcrire un voyage en Europe du Nord, selon la Biographie universelle ancienne et moderne, où l’on peut lire que « La Martinière est le premier français qui ait publié un voyage maritime le long des côtes boréales de l’Europe.» 

### Retour en France et fin de vie
Il rentre en France vers 1653 et par la suite, il serait parti en Angleterre en 1655. Entre 1658 et 1659, il se serait installé à Formerie dans la région de Rouen, où il aurait entrepris des études en médecine afin de pouvoir exercer non plus en tant que simple chirurgien, mais en tant que médecin. En 1664, il aurait été « médecin chymique de la cour royale », titre qui lui donnant le droit d’exercer dans la capitale et serait mort vers 1676, à l’âge de 42 ans. 

## Un auteur médecin
Outre ses récits de voyage qui sont des témoignages du statut d’explorateur de La Martinière, ce dernier, en tant que médecin, a aussi pris part à une grande dispute sur la transfusion sanguine de 1667 à 1668 entre les « transfuseurs » et « anti-transfuseurs», avec d’un côté des médecins qui étaient pour la transfusion de sang, et d’autres qui allaient dans le sens contraire, dont Pierre-Martin de la Martinière faisait partie. Dans sa biographie, Françoise Loux évoque la longue bataille que La Martinière aurait entamé contre les médecins préconisant les saignées ou encore les transfusions de sang animal aux malades. Son grand rival était Jean-Baptiste Denis, précurseur dans la transfusion sanguine et connu pour avoir été le premier à tenter la transfusion de sang d'agneau à un humain, à qui La Martinière s’est violemment attaqué à travers des opuscules ou pamphlets en écrivant notamment : « Ils devraient être tués, mais je demande châtiment plus doux. […] Je trouve que pareils médecins, en les traitant doucement, devraient être retranchés et séparés de la société humaine, comme étant plus cruels que les bourreaux eux-mêmes.» La Martinière s’est violemment positionné contre une pratique considérée révolutionnaire à l’époque et en raison de cela, il a été vivement fustigé par ses confrères. Certains médecins, comme un certain Basril, proche de Denis, ont écrit à son sujet : 
Quelle couleur peut-on donner à la cabale de deux ou trois médecins qui forment depuis quelque temps des intrigues pour soulever leur Faculté contre ceux qui s’occupent à faire sans cesse de nouvelles découvertes ? Peuvent-ils dire sans rougir que c’est pas un pur amour de la vérité qu’ils agissent, eux qui tâchent, par ce moyen, de l’étouffer avant que de naître ? Peuvent-ils prétendre que leurs lumières les font voir plus loin que les autres, après ces faibles raisons dont ils ont paré leurs écrits sous les noms de Lamy et de La Martinière ?
Craignant alors pour sa carrière de médecin à la cour, La Martinière aurait demandé la protection de Colbert qui n’approuvait pas lui-même les méthodes de Denis.  
Aujourd'hui La Martinière est un auteur peu étudié dans le domaine de la littérature viatique par le biais de ses récits de voyages. En effet, les travaux scientifiques publiés à son sujet concernent essentiellement deux thèses de médecine se concentrant donc son activité de médecin. 

## Œuvres

### Récits de voyage
- Voyage des pays septentrionaux, Paris, Louis Vendôme, 1671.
- L’Heureux esclave, ou Relation des aventures du sieur de La Martinière comme il fut pris par les corsaires de Barbarie & délivré. La maniere de combattre, sur Mer, de l’Afrique & autres particularitez, Paris, O. de Varennes, 1674.
- Voyage des pays septentrionaux, Paris, Louis Vendôme, 1676.
- Voyage des pays septentrionaux, Paris, Louis Vandôme, 1682.
- Nouveau voyage du Nort, Amsterdam, Estienne Roger, 1700.
- Nouveau voyage des pays septentrionaux, Amsterdam, Estienne Roger, 1708.

### Sur la médecine et la transfusion sanguine
- Traitté des compositions du mitridat, du thériaque, de l'orviétan et des confections d'alkermès et d'hyacinthe et autres compositions antidotoires, partie de l'Empiric charitable, Paris, chez l'Auteur, 1667.
- L'Ombre d'Apollon, découvrant les abus de cette prétendue manière de guérir les maladies par la transfusion du sang. Ensemble une lettre servant de responce à la première et seconde lettre de M. Denis et Gadroys, Paris, chez l'Auteur, 1667
- Lettre envoyée à Mme Louyse de Vieupont,... par le sieur de La Martinière ,... sur l'ombre de Phaéton, contre la lettre du Sr de Montpolly qu'il a escrite sur le sujet de la transfusion du sang et contre celle du Sr Lamy, réfutant l'erreur qu'il a de croire que toutes les maladies proviennent d'intempérie chaude, Paris, chez l'Auteur, 1667.
- Le Mercure médecin, découvrant l'erreur de Mr Deleba Sylvius et Regnier de Graes, médecins Hollandais, sur le suc pancréatique ; par le sieur De La Martinière ,... Troisième partie, contre la circulation et transfusion (3 décembre 1667), Paris, chez l'Auteur,1667.
- Rencontres de Minerve, la Vertu, Honneur et Amour, faisans voir l'abus des circulateurs de sang sur le sujet de leur chymère, Paris, chez l'Auteur, 1668.
- Remonstrances charitables du sieur de La Martinière à M. Denis. Ensemble le récit de la mort d'un appellé Monroy et la sentence contradictoire donnée par M. le lieutenant criminel du 17 avril 1668, contre les transfuseurs, Paris, chez l'Auteur,1668.
- Lettre écrite aux illustres et savants docteurs en médecine de la très-célèbre Faculté de Paris, sur le sujet des vomitifs... (27 mars 1668), Paris, chez l'Auteur, 1668.
- Médée résuscitée, affirmant l'utilité de la transfusion du sang. Ensemble la réponse à la lettre du sieur Denis sur la folie guérie et les bigarrures sur l'ombre de Jupiter, Paris, chez l'Auteur, 1668.
- L'opérateur ingénu, enseignant les véritez et abus des opérateurs ... Avec un Discours sur la maladie pestilente de l'année 1668, Paris, chez l'Auteur, 1660-1669.
- Tombeau de la folie, dans lequel se void ["sic"] les plus fortes raisons que l'on puisse apporter pour faire connoître la réalité et la possibilité de la pierre philosophale, Paris, chez l'Auteur, date inconnue (pas avant 1669).